# الليث حجو
الليث حَجُّو (ولد 1391 هـ / 1971 م)، مخرج سوري. عمل سنوات مخرجًا مساعدًا لكبار المخرجين في سورية، قبل أن يقدِّم مسلسله التلفازي الأول بقعة ضوء 2001 الذي حقَّق نجاحًا كبيرًا دفع الشركة المنتجة سوريا الدَّولية للإنتاج الفني إلى إنتاج 14 جزءًا من السلسلة بين 2001 و2019. وهو ابن الممثل عمر حجو.

## سيرته
وُلد الليث بن عمر حَجُّو في دمشق، يوم السبت أول رجَب 1391هـ الموافق 21 أغسطس (آب) 1971م، لأسرة حلبية فنية، فوالدُه من روَّاد الفن في سورية، وهو الممثل عمر حَجُّو. 
بدأ الليث مسيرته المهنية مخرجًا مساعدًا منذ عام 1996، حين عمل مع عدد من المخرجين السوريين أمثال حاتم علي، ومأمون البني، وهشام شربتجي. حتى بداية عام 2001 حين أخرج أولَ عمل له وهو المسلسل التلفازي «بقعة ضوء»، ليصبحَ في رصيده العديد من الأعمال تجاوزت 40 عملًا فنيًّا أغلبها مسلسلات، بين مساعدة في الإخراج، وتولي الإخراج المباشر بعد عام 2001.
وأخرج فلمًا وثائقيًّا واحدًا بعنوان «نوافذ الروح» عام 2011 بمشاركة عمَّار العاني بإنتاج مشترك بين المؤسسة العامَّة للسينما ومديرية الآثار والمتاحف بالتعاون مع مؤسسة جذور. وفي عام 2018 دخل عالم السينما والأفلام الروائية بفلم سينمائي قصير عنوانه «الحبل السرِّي» حاز عددًا من الجوائز.
من أشهر الأعمال التي ساعد في إخراجها: الفصول الأربعة بجزأيه الأول والثاني رفقة المخرج الراحل حاتم علي، وخان الحرير بجزأيه الأول والثاني رفقة المخرج هيثم حقي، ومسلسل مرايا أجزاء أعوام 1996 و1999 و2000 رفقة كل من عدنان إبراهيم، ومأمون البني، وحاتم علي، والعديد من الأعمال الأُخرى.
أما أهم أعماله التي أخرجها بنفسه، فهي: بقعة ضوء أجزاء (1 و2 و4)، ومسلسل ضيعة ضايعة بجزأيه الأول والثاني، ومسلسل الخربة، ومسلسل الواق الواق، وكلها من تأليف ممدوح حمادة. ومسلسل عالمكشوف، وهي مسلسلات ذات بعد محلي وطابع فُكاهي مأساوي (كوميدي تراجيدي)، وأخرج مسلسلات حظيت بجماهيرية واسعة كان أبرزها: الانتظار، وأهل الغرام بأجزائه الثلاث، وسنعود بعد قليل، وأولاد آدم، ولعبة الموت، و24 قيراط، وهي من تأليف ريم حنا.
وكان لديه عمل مع المخرج حاتم علي ولكنه أُجِّل بسبب وفاة حاتم، وهو مسلسل سفر برلك الذي غُيِّر اسمه إلى سنوات الحب والرحيل، وكان تصويره في كل من مصر وسورية ولبنان.

## أعماله

### مساعدًا للمخرج
- 1996: مرايا 96 إخراج: عدنان إبراهيم.
- 1996: خان الحرير 1 إخراج: هيثم حقي.
- 1997: سفر إخراج: حاتم علي.
- 1998: خان الحرير 2 إخراج: هيثم حقي.
- 1998: الثريا إخراج: هيثم حقي.
- 1999: مرايا 99 إخراج: حاتم علي.
- 1999: الفصول الأربعة 1 إخراج: حاتم علي.
- 2000: مرايا 2000 إخراج: مأمون البني - فردوس أتاسي.
- 2001: حكايا المرايا إخراج: مأمون البني.
- 2001: الفصول الأربعة 2 إخراج: حاتم علي.
- 2002: قلة ذوق وكثرة غلبة إخراج: هشام شربتجي.
- 2002: الجذور تبقى خضراء إخراج: سليم صبري.

### مخرجًا

#### مسلسلات
- 2001: بقعة ضوء إنتاج: سوريا الدولية للإنتاج الفني
- 2002: بقعة ضوء إنتاج: سوريا الدولية للإنتاج الفني
- 2003: عالمكشوف إنتاج: العربية للإنتاج
- 2004: بقعة ضوء إنتاج: سوريا الدولية للإنتاج الفني
- 2004: امل ما في
- 2005: خلف القضبان
- 2006: أهل الغرام إنتاج: سامه للإنتاج الفني
- 2006: الانتظار إنتاج: شركة عرب للإنتاج والتوزيع الفني
- 2007: ضيعة ضايعة إنتاج: سامه للإنتاج الفني
- 2008: فنجان الدم إنتاج: إم بي سي
- 2010: ضيعة ضايعة الجزء الثاني إنتاج: سامه للإنتاج الفني
- 2010: تقاطع خطر إنتاج سامة للإنتاج الفني
- 2011: الخربة إنتاج: سوريا الدولية للإنتاج الفني
- 2012: أرواح عارية
- 2013: سنعود بعد قليل
- 2013: لعبة الموت
- 2014: ضبوا الشناتي إنتاج: سما الفن للإنتاج الفني
- 2015: 24 قيراط
- 2016: الندم
- 2018: الواق واق
- 2019: مسافة أمان
- 2019: سوق الدماء مسلسل سعودي
- 2021: أولاد آدم
- 2023: رسالة الإمام
- 2025: البطل

#### أفلام
- 2018: الحبل السري سيناريو: رامي كوسا[6]

#### كليبات
- أصالة نصري - ما بقاش أنا

#### برامج وثائقية
- نوافذ الروح أنتج عام 2011م وقدمه الممثل جمال سليمان[7]

## جوائزه
- جائزة الجمهور في مهرجان مينا للأفلام القصيرة في هولندا عن فلم الحبل السرِّي.[8]
- حصل الفلم على عدة جوائز أُخرى منها جائزة السيناريو.[9][10]

## وصلات خارجية
- الليث حجو على موقع IMDb (الإنجليزية)
- الليث حجو على موقع قاعدة بيانات الأفلام العربية
- الليث حجو على موقع قاعدة بيانات الفيلم (الإنجليزية)